# Plainfield, New Jersey
Plainfield este un oraș cu 47.829 loc. (2000) în comitatul Union County, New Jersey, SUA. Localitatea a fost întemeiată de comunitatea religioasă a quakerilor în anul 1684. Azi orașul a devenit un centru industrial unde predomină industria tipografică, chimică, textilă și electronică.

## Personalități marcante
- Irving Penn (1917–2009), fotograf
- Bill Evans (1929–1980), pianist
- Donald Martino (1931–2005), compozitor
- Milt Campbell (1933–2012), atlet
- Billy „Bass” Nelson (n. 1951), muzician
- Cordell Mosson (n. 1952), cântăreț
- Garry Shider (1953–2010), muzician și chitarist
- Glen Goins (1954–1978), cântăreț-vocalist și chitarist
- Mary McCormack (n. 1969), actor